# Пецовці
Пе́цовці (болг. Пецовци) — село в Габровській області Болгарії. Входить до складу общини Габрово.

## Населення
За даними перепису населення 2011 року у селі проживали 40 осіб, з них 38 осіб (95,0%) — болгари.
Розподіл населення за віком у 2011 році:
Динаміка населення: